# Bitterwert
Der Bitterwert ist eine in der Pharmazie verwendete Maßzahl, mit der das Ausmaß eines bitteren Geschmacks beschrieben wird. Der Bitterwert ist der Kehrwert jener Verdünnung eines Stoffes, einer Flüssigkeit oder eines Extraktes, die eben noch bitter schmeckt.
Zur Bestimmung des Bitterwertes wird ein standardisiertes, im Europäischen Arzneibuch beschriebenes Verfahren verwendet. Als Vergleich dient eine wässrige Lösung von Chininhydrochlorid, dessen Bitterwert mit 200.000 festgelegt ist. Dies bedeutet, dass 1 Gramm Chininhydrochlorid 200.000 Gramm (je nach Temperatur etwa 200 Liter) Wasser bitter macht. Die interindividuellen Geschmacksunterschiede bei der organoleptischen Prüfung der Bitterkeit werden bei diesem Verfahren durch einen Korrekturfaktor ausgeglichen.

## Bitterstoffe mit dazugehörigen Bitterwerten
| Bitterstoff        | Bitterwert    | Bemerkungen                                            |
| ------------------ | ------------- | ------------------------------------------------------ |
| Denatoniumbenzoat  | > 100.000.000 | bitterste bekannte Substanz                            |
| Columbin           | 60.000.000    | Bitterstoff aus der Colombowurzel (Jateorhiza palmata) |
| Amarogentin        | 58.000.000    | Bitterstoff in diversen Enzian-Arten                   |
| Quassin            | 13.000.000    | Bitterstoff im Bitterholzbaum (Quassia amara)          |
| Absinthin          | 3.000.000     | Bitterstoff im Wermutkraut                             |
| Brucin             | 3.000.000     | giftiges Alkaloid aus der Ignatius-Brechnuss           |
| Chininhydrochlorid | 200.000       | Alkaloid aus der Chinarinde                            |

## Geschmackserlebnis
Den Genuss beim Essen und Trinken können Bitterstoffe in erträglicher Konzentration fördern. Das Polyphenol-Molekül Naringin macht Grapefruits und Pomelos bitter. Der Bitterstoff Lactucopikrin bestimmt den Geschmack von Chicorée, Endivie und Radicchio. Gängige Bitterlimonaden enthalten Chinin.
Hingegen verwenden Nahrungsmittelchemiker und Arzneimittelhersteller Bitter-Blocker, um bittere Moleküle gegenüber dem Geschmacksinn zu maskieren. Ein solcher Stoff ist „Cavamax“, ein wasserlösliches Gamma-Cyclodextrin in pharmazeutischer Qualität.
Ein sogenannter „Resolver“ sei für die sensorische Optimierung bewährt und könne als natürliches Aroma deklariert werden. Ähnliches gilt für den Bitter-Blocker „Clear Taste“ des Schweizer Aromenherstellers Givaudan.
Das umgangssprachlich Bittersalz genannte Magnesiumsulfat wirkt als Abführmittel.